# Olympische Winterspiele 2022/Skilanglauf – 4 × 5 km (Frauen)
Die 4 × 5-km-Skilanglaufstaffel der Frauen bei den Olympischen Winterspielen 2022 wurde am 12. Februar im Nordischen Ski- und Biathlonzentrum Guyangshu ausgetragen.
Beim ersten Wechsel konnte die Russin Julija Stupak als Erste übergeben. Dicht gefolgt von Katherine Sauerbrey aus Deutschland und einem Vorsprung von 12 Sekunden auf Finnland. An Position vier rangierte die schwedische Staffel mit einem Rückstand von 20 Sekunden auf die Spitze. Tiril Udnes Weng, die auf der ersten Runde mit der lettischen Startläuferin in einen Sturz verwickelt war, übergab mit einem Rückstand von 27 Sekunden auf Therese Johaug.
Katharina Hennig, die als zweite Läuferin für Deutschland in die Loipe ging, konnte die kleine Lücke zu Natalja Neprjajewa schließen und hielt sich fortan an deren Skienden. Das Duo konnte einen Vorsprung von circa 25 Sekunden auf die Verfolgergruppe – bestehend aus Norwegen, Schweden, Finnland, den Vereinigten Staaten und der Schweiz – herstellen. Auf der letzten Runde überholte Hennig die Russin und konnte Victoria Carl einen Vorsprung von 4 Sekunden auf die russische Staffel mitgeben. Johaug übergab 23 Sekunden später, dicht gefolgt von Schweden und Finnland mit einem Defizit von 25 Sekunden.
Nach mehreren Führungswechseln zwischen Carl und Tatjana Sorina konnte die Deutsche erneut mit einem kleinen Vorsprung vor der Staffel des ROC auf Schlussläuferin Sofie Krehl wechseln. Norwegen und Finnland verkürzten den Abstand zur Spitze auf 14 bzw. 18 Sekunden. Schweden hingegen fiel auf 35 Sekunden zurück und die restlichen Staffeln hatten fortan keine Möglichkeiten um in die Medaillenentscheidungen einzugreifen. Auf der letzten Runde konnte Jonna Sundling aus Schweden, die zuvor Olympiasiegerin im Einzel-Sprint geworden war, ihre Konkurrentinnen aus Norwegen und Finnland einholen. Nach 17,5 Kilometern lag das Trio 20 Sekunden hinter Krehl und Weronika Stepanowa. Stepanowa setzte sich schließlich von Krehl ab und sicherte der Staffel des ROC den Olympiasieg. Krehl verteidigte den zweiten Rang und Sundling sicherte Schweden im Zielsprint gegen die Finnin Krista Pärmäkoski Bronze.
Die Silbermedaille der deutschen Staffel war zugleich die erste Medaille im Skilanglauf für Deutschland seit 2014.

## Ergebnisse
| Rang | #  | Staffel                                                                             | Zeit                                                        | Defizit     |
| ---- | -- | ----------------------------------------------------------------------------------- | ----------------------------------------------------------- | ----------- |
| 1    | 2  | ROCJulija Stupak Natalja Neprjajewa Tatjana Sorina Weronika Stepanowa               | 53:41,0 min 14:21,3 min 14:06,4 min 12:39,2 min 12:34,1 min |             |
| 2    | 5  | DeutschlandKatherine Sauerbrey Katharina Hennig Victoria Carl Sofie Krehl           | 53:59,2 min 14:22,8 min 14:00,6 min 12:38,5 min 12:57,3 min | +18,2 s     |
| 3    | 6  | SchwedenMaja Dahlqvist Ebba Andersson Frida Karlsson Jonna Sundling                 | 54:01,7 min 14:41,1 min 14:07,3 min 12:48,5 min 12:24,8 min | +20,7 s     |
| 4    | 3  | FinnlandAnne Kyllönen Johanna Matintalo Kerttu Niskanen Krista Pärmäkoski           | 54:02,2 min 14:33,9 min 14:15,0 min 12:31,1 min 12:42,2 min | +21,2 s     |
| 5    | 1  | NorwegenTiril Udnes Weng Therese Johaug Helene Marie Fossesholm Ragnhild Haga       | 54:09,8 min 14:48,4 min 13:57,8 min 12:30,4 min 12:53,2 min | +28,8 s     |
| 6    | 4  | Vereinigte StaatenHailey Swirbul Rosie Brennan Novie McCabe Jessie Diggins          | 55:09,2 min 14:46,0 min 14:13,8 min 12:59,7 min 13:09,7 min | +1:28,2 min |
| 7    | 7  | SchweizLaurien van der Graaff Nadine Fähndrich Nadja Kälin Alina Meier              | 56:41,5 min 14:45,2 min 14:12,9 min 13:38,5 min 14:04,9 min | +3:00,5 min |
| 8    | 18 | ItalienAnna Comarella Caterina Ganz Martina Di Centa Lucia Scardoni                 | 57:20,5 min 15:28,1 min 15:11,4 min 13:17,9 min 13:23,1 min | +3:39,5 min |
| 9    | 9  | KanadaKatherine Stewart-Jones Dahria Beatty Cendrine Browne Olivia Bouffard-Nesbitt | 57:20,9 min 15:04,5 min 15:01,6 min 13:17,0 min 13:57,8 min | +3:39,9 min |
| 10   | 16 | ChinaChi Chunxue Li Xin Bayani Jialin Ma Qinghua                                    | 57:49,7 min 15:02,9 min 15:15,9 min 13:39,5 min 13:51,4 min | +4:08,7 min |
| 11   | 10 | JapanMasako Ishida Masae Tsuchiya Chika Kobayashi Miki Kodama                       | 58:40,6 min 14:33,6 min 15:53,9 min 13:59,8 min 14:13,3 min | +4:59,6 min |
| 12   | 17 | FrankreichLéna Quintin Delphine Claudel Flora Dolci Mélissa Gal                     | 59:03,9 min 16:06,6 min 15:23,8 min 13:23,6 min 14:09,9 min | +5:22,9 min |
| 13   | 8  | TschechienTereza Beranová Petra Nováková Kateřina Janatová Petra Hynčicová          | 59:32,6 min 17:08,7 min 15:27,8 min 13:14,6 min 13:41,5 min | +5:51,6 min |
| 14   | 12 | PolenIzabela Marcisz Monika Skinder Weronika Kaleta Karolina Kukuczka               | 1:00:21,5 h 15:24,8 min 16:01,4 min 14:24,8 min 14:30,5 min | +6:40,5 min |
| 15   | 11 | KasachstanXenija Schalygina Angelina Schuryga Nadeschda Stepaschkina Irina Bykowa   | 1:01:15,4 h 15:51,3 min 16:00,4 min 14:12,0 min 15:11,7 min | +7:34,4 min |
| 16   | 14 | EstlandKaidy Kaasiku Mariel Merlii Pulles Keidy Kaasiku Aveli Uustalu               | 1:01:18,9 h 15:45,5 min 15:38,9 min 14:02,2 min 15:52,3 min | +7:37,9 min |
| 17   | 15 | LettlandPatrīcija Eiduka Kitija Auziņa Baiba Bendika Samanta Krampe                 | 1:01:20,6 h 15:20,8 min 16:11,0 min 13:11,8 min 16:37,0 min | +7:39,6 min |
| 18   | 13 | UkraineWiktorija Olech Waljanzina Kaminskaja Maryna Anzybor Darja Rublowa           | LAP 17:55,5 min LAP                                         |             |